# Karim Mohammed Allawi
Karim Mohammed Allawi (arab. ‏كريم محمد علاوي‎; ur. 1 kwietnia 1960) – iracki piłkarz, reprezentant kraju.
W 1986 został powołany przez trenera Evaristo de Macedo na Mistrzostwa Świata 1986, gdzie reprezentacja Iraku odpadła w fazie grupowej.